# Dallgow-Döberitz
Dallgow-Döberitz es un municipio del distrito de Havelland, en Brandeburgo, Alemania. Lo integran los pueblos Dallgow-Döberitz, Rohrbeck y Seeburg. Al este comparte frontera con Spandau que pertenece al municipio de Berlín. Los municipios vecinos son Falkensee en el norte y Wustermark en el oeste. Al sur se encuentra la reserva natural de Döberitzer Heide regulada por la fundación Heinz Sielmann. 
El ejército imperial alemán estableció un campo de maniobras en 1894 en torno a la histórica aldea de Döberitz, lugar que se vieron obligados a abandonar sus habitantes. 
- Datos: Q583555
- Multimedia: Dallgow-Döberitz / Q583555

1. ↑  Worldpostalcodes.org, código postal n.º 14624.